# Arafurasolfjäderstjärt
Arafurasolfjäderstjärt (Rhipidura dryas) är en fågel i familjen solfjäderstjärtar inom ordningen tättingar.

## Utbredning och systematik
Arafurasolfjäderstjärt delas in i två underarter med följande utbredning:
- Rhipidura dryas streptophora – förekommer på södra Nya Guinea
- Rhipidura dryas dryas – förekommer i kustnära norra Australien (från Kimberley till västra Kap Yorkhalvön)

Tidigare inkluderades vagabondsolfjäderstjärten (R. semicollaris) i arten, men denna urskiljs sedan 2023 som egen art av eBird/Clements och IOC. Arafurasolfjäderstjärt har tidigare i sig kategoriserats som del av rostgumpad solfjäderstjärt.

## Status
IUCN kategoriserar den som livskraftig. Notera dock att IUCN inkluderar vagabondsolfjäderstjärten i bedömningen.

## Namn
Fågelns svenska namn syftar på Arafurasjön, det vattenområde som skiljer Nya Guinea från Australien.